# Landtagswahlkreis Rhein-Sieg-Kreis V
Der Landtagswahlkreis Rhein-Sieg-Kreis V (Organisationsziffer 29) ist einer von derzeit 128 Wahlkreisen in Nordrhein-Westfalen, die jeweils einen mit der einfachen Mehrheit direkt gewählten Abgeordneten in den Landtag entsenden.
Zur Landtagswahl 2022 wurde der Wahlkreis neu geschaffen, er besteht aus den kreisangehörigen Städten Siegburg und Lohmar sowie den Sankt Augustiner Stadtteilen Birlinghoven, Buisdorf, Hangelar, Meindorf, Mülldorf, Niederpleis und Ort im Rhein-Sieg-Kreis.

## Landtagswahl 2022
Der Wahlkreis wurde neu geschaffen. Siegburg war bislang Teil des Wahlkreises Rhein-Sieg-Kreis IV, Lohmar des Wahlkreises Rhein-Sieg-Kreis I und Sankt Augustin gehörte zum Wahlkreis Rhein-Sieg-Kreis II.
| Direktkandidat     | Partei          | Erststimmen in % | Zweitstimmen in % |
| ------------------ | --------------- | ---------------- | ----------------- |
| Sascha Lienesch    | CDU             | 34,63 %          | 36,88 %           |
| Oliver Schmidt     | SPD             | 27,59 %          | 22,77 %           |
| Karl-Heinz Schütze | FDP             | 5,82 %           | 6,40 %            |
| Marios Mylonas     | AfD             | 5,16 %           | 5,36 %            |
| Martin Metz        | B’90/Grüne      | 20,98 %          | 20,47 %           |
| Martina Döhring    | LINKE           | 2,16 %           | 1,91 %            |
| Andreas Langel     | Die PARTEI      | 1,69 %           | 1,03 %            |
| Helmut Fleck       | Volksabstimmung | 0,62 %           | 0,35 %            |
| Elmar Schuck       | Die Basis       | 1,35 %           | 1,13 %            |
| -                  | Sonstige        | -                | 3,70 %            |

Sascha Lienesch konnte den neuen Wahlkreis direkt gewinnen, über die Landesliste der Grünen schaffte zudem Martin Metz den Einzug in den Landtag.

## Wahlkreissieger
| Jahr | Wahlkreisname         | Gebiet                                         | Direktmandat    | Partei |
| ---- | --------------------- | ---------------------------------------------- | --------------- | ------ |
| 2022 | 29 Rhein-Sieg-Kreis V | Siegburg, Lohmar, Sankt Augustin (ohne Menden) | Sascha Lienesch | CDU    |